# Richard Jansson
Richard Andreas Jansson, född 19 juli 1984 i Tyresö kommun, är en svensk före detta fotbollsspelare.
Jansson spelade allsvensk fotboll med Ljungskile SK 2008, och har även representerat Assyriska FF i Superettan (2010–2011). 2012 gick han till Nacka FF i division II, och han spelade därefter endast i lägre divisioner.